# ジュピター (フリゲート)
ジュピター(英語:HMS Jupiter)はイギリス海軍のフリゲート。リアンダー級フリゲートの19番艦。

## 艦歴
1967年9月4日に進水し、1969年8月9日に就役。1970年、西インド諸島に配備され、翌年にはNATOの多国籍部隊である第1常設NATO海洋グループ(STANAVFORLANT)に参加した。1972年には、故障した同型艦のナイアドの任務を引き継ぎ、再びSTANAVFORLANTの一員として西インド諸島に派遣された。
翌年、第二次タラ戦争に参加。同年年5月26日、ワスプ・ヘリコプターとともに、アイスランドの砲艦「エギール」の艦砲射撃を受けて着水していたイギリスのトロール船「エバートン」を支援した。その後、極東・太平洋を経てアフリカに向かい、さまざまな任務を行った。また、1974年のコモンウェルスゲームズの際にニュージーランドのクライストチャーチを訪れ、真珠湾のアメリカ海軍基地を訪問し、いくつかの推進装置の問題を解決した。1974年1月にはチャールズ皇太子が同年の末まで通信士として着任した。
1980年、ジュピターの近代化が開始され、シーウルフミサイルが新設された。また、4.5インチ艦砲が撤去され、エグゾセ対艦ミサイルが設置された。ボイラーはバブコック・アンド・ウィルコックス社のY160蒸気噴霧式水管ボイラーに変更され、1983年に近代化が完了した。
1984年6月13日、ロンドン訪問を終えて出航したところ、ロンドン橋に衝突し、船体と艦橋に大きな損傷を与えた。当時の艦長のコリン・ハミルトン中佐は12月4日にポーツマスで軍法会議にかけられ、厳しく叱責された。
1986年9月、ジュピターはNATOの演習「Autumn Train '86」に参加し、ジブラルタルを訪れた後、地中海で連続4週間を過ごし、母港プリマスに帰港した。
1986年には、ブリタニア、ニューカッスル、ブランブルリーフと共同でペルシャ湾に派遣され、イエメン人民民主共和国の政府転覆運動が始まった際、イギリス人と英連邦国民の避難を支援した。
アーミラ巡航中にジブラルタル、ジブチ、アカバ、ドーハ、マスカット、モンバサを表敬訪問し、スエズ運河、ピレウスを経由して帰港した。
1984年から1986年にかけて、ブレーマーハーフェン、アムステルダム、ボルドー、ミドルスブラを訪れ、1986年9月には、トールシップレースでニューカッスル・アポン・タインに寄港し、警備船として活躍した。
湾岸戦争には、アーミラパトロールの一員として参加。1991年末から1992年初頭にかけて、警備船として南大西洋に派遣され、麻薬取締のためのパトロールを行った、これを最後の任務として1992年に退役。1997年にスクラップとして売却され、インドのアランに曳航されて解体された。